# Токтогул Сатилганов

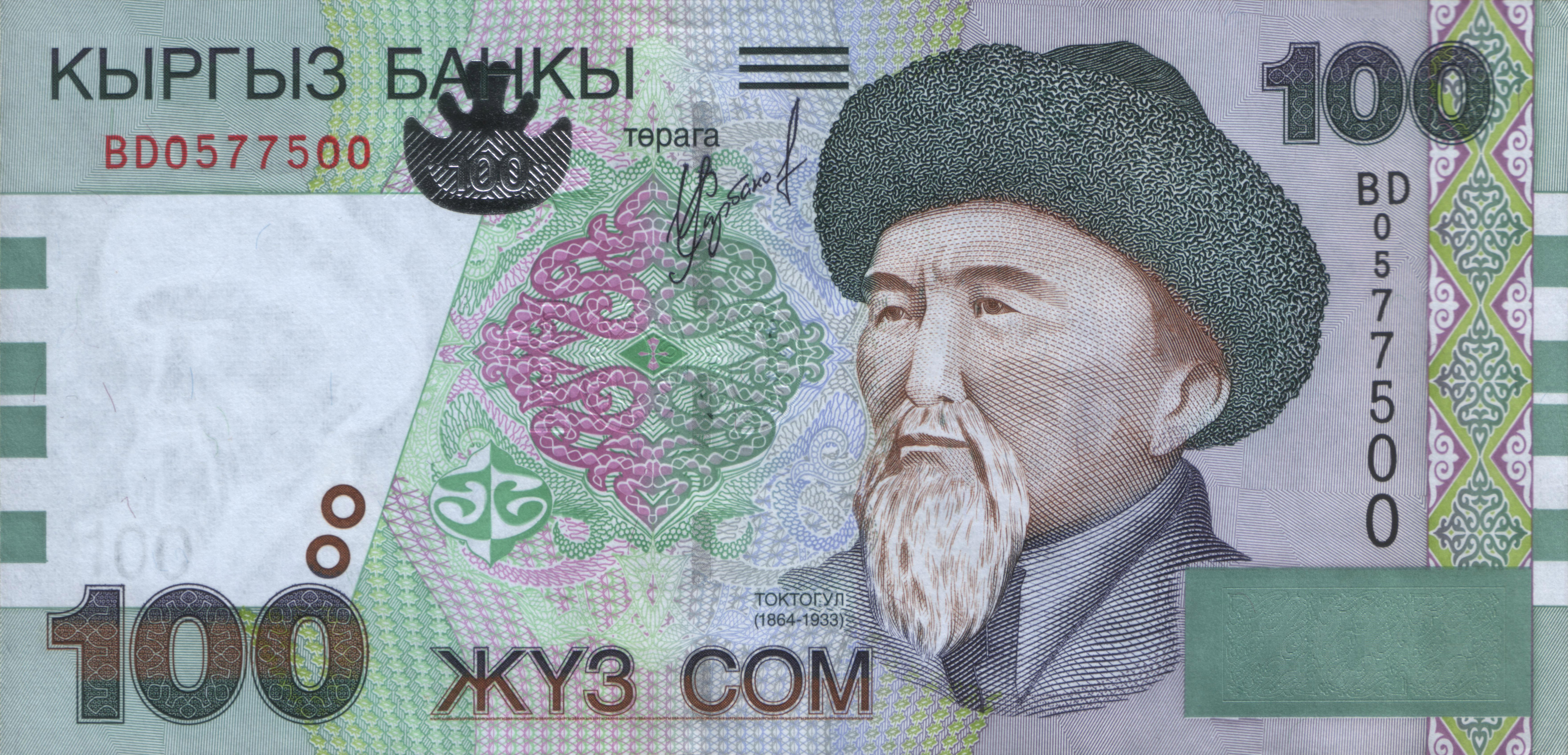
Токтогул Сатилганов на банкноті номіналом 100 сомів — національній валюті Киргизстану

Токтогул Сатилганов (кирг. Токтогул Сатылганов; 25 жовтня 1864, кишлак Кушчусу, Токтогульський район, тепер Джалал-Абадської області, Киргизстан — 17 лютого 1933, с. Сасик-Джійде, того ж району) — киргизький радянський народний акин; один із зачинателів киргизької радянської літератури. 

## З біографії та творчості
Токтогул Сатилганов був знавцем усної поезії, композитором і музикантом-віртуозом, виконавцем на комузі. 
З 12-річного віку Токтокул почав складати пісні. Також виконував твори народного епосу. Вчився в майстрів народної музики — Ніязали, Єсенімана, Сартибая, Кочком-бая. Перемігши в айтиші (змаганнях) придворного акина Арзамата, здобув широку відомість. 
Популярними ліричними піснями Токтогула Сатилганова раннього періоду були «Алимкан», «Дівчатам» та інші. У його творчості чільне місце посідали сатиричні твори — «П'ять кабанів», «лихвар Чакирбай», «Ешен-Калп» тощо). У цих творах акин засуджував відсталі, дикі феодально-байські звичаї, міжродову ворожнечу, несправедливість тощо.
У 1898 році за наклепницьким звинуваченням був засуджений до страти, заміненої згодом каторгою в Сибіру. 
У 1910 році Токтогулу вдалося втекти із заслання, і він повернувся на батьківщину. Ці події знайшли відображення в піснях Сатилганова «Прощай, мій народ!», «На засланні», «Здрастуй, бажаний народ!» та інших.
Після Жовтневої революції (1917) пісні Токтогула Сатилганова закликали сміливо будувати нове життя. Він першим у киргизькій літературі створив образ першого керівника радянської держави В. І. Леніна («Яка жінка народила такого сина, як Ленін?», «Ленін вкаже шлях», «Ленін щастям нас одарив», «Поема про Леніна», Пам'яті Леніна.). 
Токтогул Сатилганов зробив великий вплив на творчість багатьох киргизьких поетів і композиторів. Він створив чимало кюїв — класичних зразків інструментальної музики: «Тогуз-кайрик», «Мін киял», «Мирза кербез», «Чон кербез» тощо. Мелодії Т. Сатилганова були записані і активно використовувалися радянськими композиторами. 
У 1965 році було засновано киргизьку республіканську державну премію імені Токтогула, його іменем назвали селище-центр району, де акин народився. Його поетичні твори були перекладені багатьма мовами народів колишнього СРСР. 
Видання творів:
- Токтогулдун ырлары., Фр.—Казан, 1938
- Чыгармалар жыйнаты., Фр., 1956
- Чыгармалырныын жыйнагы, т. 1-2, Фр., 1968
- Тандалган ырлар, Фр., 1976
- Избранное, Фр., 1964 (переклади) (рос.)